# Kolarovo, Blagoevgrad
Kolarovo (în bulgară Коларово ) este un sat în Obștina Petrici, Regiunea Blagoevgrad, Bulgaria.

## Demografie
Componența etnică a satului Kolarovo
     Romi (2,44%)
     Bulgari (91,17%)
     Nicio identificare (6,38%)
     Altele (0%)
La recensământul din 2011, populația satului Kolarovo era de 1.880 locuitori. Din punct de vedere etnic, majoritatea locuitorilor (91,17%) erau bulgari, cu o minoritate de romi (2,44%). Pentru 6,38% din locuitori nu este cunoscută apartenența etnică.